# Барбађуло I (Бриндизи)
Барбађуло I (итал. Barbagiulo I) је насеље у Италији у округу Бриндизи, региону Апулија.
Према процени из 2011. у насељу је живело 117 становника. Насеље се налази на надморској висини од 334 м.